# Raoul Couvert
Raoul François Ferrand Robert Couvert (Chamonix-Mont-Blanc, Haute-Savoie, 1903. – Chamonix-Mont-Blanc, 1983. február 20.) francia jégkorongozó, olimpikon.
Az 1924. évi téli olimpiai játékokon játszott a jégkorongtornára. A francia csapat a B csoportba került. Első mérkőzésükön kikaptak a britektől 15–2-re, majd az amerikaiaktól egy megsemmisítő 22–0-s vereség, végül legyőzték a belgákat 7–5-re. 2 pontjukkal nem jutottak be a négyes döntőbe.
Következő olimpiája az 1928-as téli volt. A franciák az A csoportba kerültek. Az első mérkőzésen megverték a magyarokat 2–0-ra, majd a briteket 3–2-re és végül kikaptak a belgáktól 3–1-re. Csak a rosszabb gólkülönbség miatt nem jutottak be a négyes döntőbe.
Az 1924-es jégkorong-Európa-bajnokságon aranyérmes lett.
Két jégkorong-világbajnokságon is játszott. Az 1930-as jégkorong-világbajnokságon először legyőzték a belgákat 4–1-re, majd a negyeddöntőben kikpatak az osztrákoktól 2–1-re és a 6. helyen végeztek. Az 1931-es jégkorong-világbajnokságon csak a románokat tudták megverni és a 9. helyen végeztek.
A Chamonix HC volt a klubcsapata és 1923-ban, 1925-ben, 1926-ban és 1927-ben francia bajnok volt.
Testvére, Marcial Couvert vele együtt játszott az 1930-as és 1931-es világbajnokságon.